# نورمان هاكرمان
نورمان هاكرمان (بالإنجليزية: Norman Hackerman) كان كيميائي أمريكي، المعروف دوليا كخبير في تآكل المعادن، والرئيس السابق لكل من جامعة تكساس في أوستن (1967-1970) وجامعة رايس (1970-1985).